# 김태균 (1971년 영화 감독)
김태균(1971년 10월 2일 ~ )은 대한민국의 영화 감독, 각본가이다.

## 필모그래피

### 영화
| 연도 | 제목              | 감독   | 각본가 | 기타      |
| ---- | ----------------- | ------ | ------ | --------- |
| 1999 | 닥터 K            | 아니요 | 아니요 | 조감독    |
| 2001 | 세이 예스         | 아니요 | 아니요 | 조감독    |
| 2012 | 봄, 눈            | 예     | 예     |           |
| 2014 | 반짝반짝 두근두근 | 예     | 예     | 단편 영화 |
| 2018 | 암수살인          | 예     | 예     |           |

## 수상
- 2018년 제38회 한국영화평론가협회상 각본상 《암수살인》
- 2018년 제39회 청룡영화상 각본상 《암수살인》
- 2019년 제55회 백상예술대상 영화부문 시나리오상 《암수살인》
- 2019년 제7회 대한민국 예술문화인대상 영화감독 부문
- 2019년 제24회 춘사영화제 신인감독상 《암수살인》
- 2019년 제28회 부일영화상 최우수 감독상 《암수살인》[1]